# 원양국
원양국(爰襄國)은 고대 한반도에 존재했던 국가로 마한의 54국 중의 하나이다. 경기도에 위치했을 것으로 추정되며, 마한의 나라들 중 하나로서 독자적인 성장을 하다가 이후 백제에 복속되었다.